# Gisela Praetorius

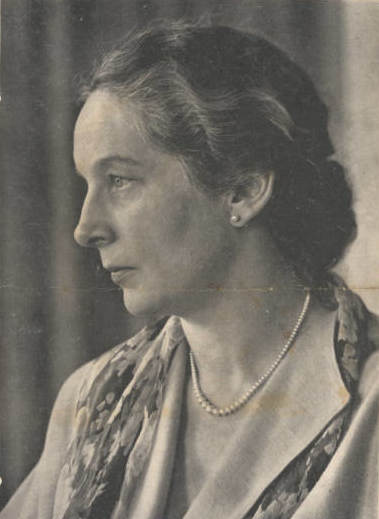
Gisela Praetorius (1950)

Gisela Praetorius, geb. Illing (* 20. Januar 1902 in Posen; † 3. Februar 1981) war eine deutsche Pädagogin und Politikerin (CDU).

## Leben und Beruf
Gisela Praetorius wurde am 20. Januar 1902 in Posen als Gisela Illing geboren. Nach dem Besuch des dortigen Lyzeums und der staatlichen Studienanstalt absolvierte sie zunächst ein hauswirtschaftliches Praktikum in einem landwirtschaftlichen Großbetrieb. 1920/21 war sie Leiterin der deutschen einklassigen Schule in Santomischel. Sie besuchte von 1921 bis 1924 das Technische Seminar der Staatlichen Handels- und Gewerbeschule in Potsdam sowie das Gewerbeseminar des Lette-Vereins in Berlin. Beide Einrichtungen verließ sie mit den Abschlussprüfungen. Gleichzeitig bildete sie sich an der Berliner Hochschule für Politik fort. Von 1924 bis 1929 war sie als Gewerbelehrerin an hauswirtschaftlichen Berufsschulen und am Gewerbelehrerinnenseminar in Elberfeld tätig. Nachdem sie 1929 den Pfarrer Will Praetorius in Wuppertal-Barmen geheiratet hatte, war sie von 1930 bis 1940 Hausfrau in Berlin-Lichterfelde. Aufgrund der Zugehörigkeit ihres Ehemannes zur Widerstandsbewegung wurde die Familie 1940 aus Berlin ausgewiesen.

## Partei
Praetorius trat 1945 in die CDU in Düsseldorf ein.

## Abgeordnete

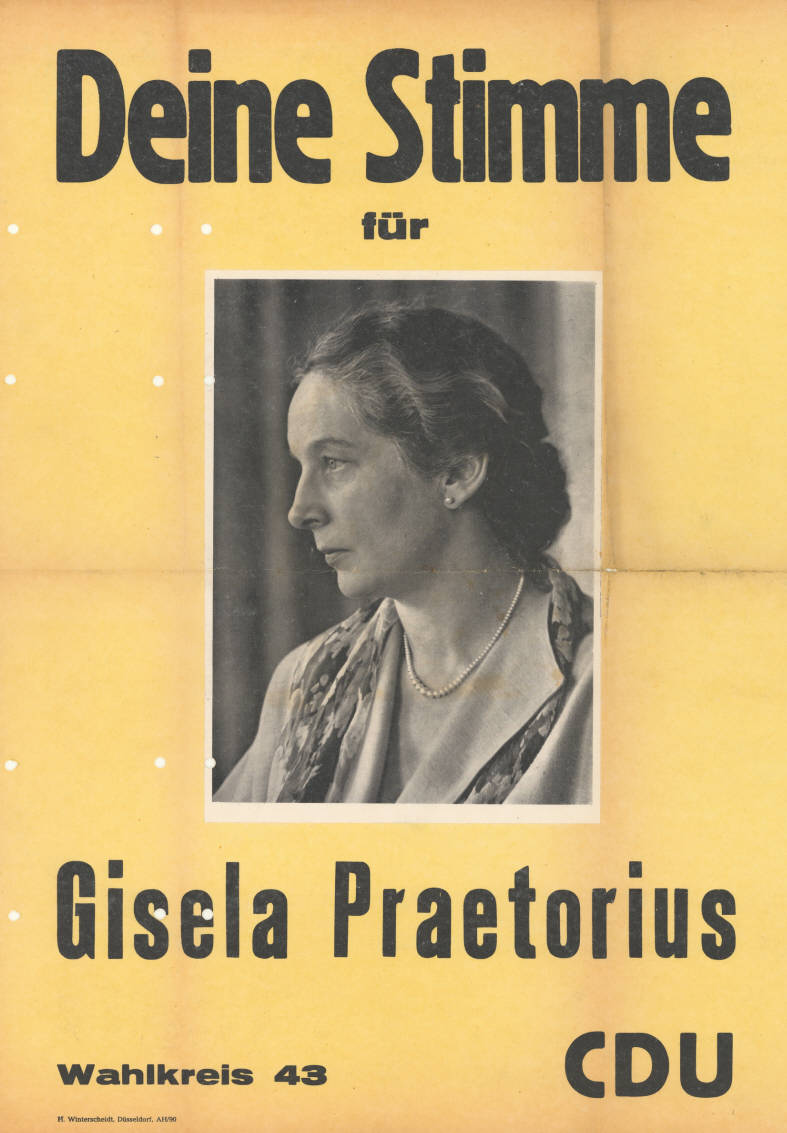
Porträt auf einem Wahlkampfplakat der CDU, 1950

Praetorius war von 1950 bis 1954 sowie von 1958 bis 1962 Mitglied des Nordrhein-Westfälischen Landtages. Dem Deutschen Bundestag gehörte sie von 1953 bis 1957 an. Im Parlament vertrat sie den Wahlkreis Mülheim.